# Бирменсдорф
Бирменсдорф (нем. Birmensdorf (ZH)) — коммуна в Швейцарии, в кантоне Цюрих.
Входит в состав округа Дитикон. Население составляет 5540 человек (на 31 декабря 2007 года). Официальный код — 0242.